# محترم إلا ربع (فلم)
محترم إلا ربع فيلم مصري إنتاج عام 2010، بطولة محمد رجب وروجينا ولاميتا فرنجية.

## القصة
تدور أحداث الفيلم حول هشام (محمد رجب) الذي يعمل رسام كاريكاتير محترم جداً في إحدى المؤسسات الصحفية، ويعول أسرته. يمر هشام بتجربة لكن لا تكتمل ليخرج منها بجرح ولكنه أصر على استكمال العمل لكي ينجح ولكنه بعد هذا الموقف يقرر التخلي عن بعض مبادئه ليصبح محترم إلا ربع.

## طاقم التمثيل
- محمد رجب: (هشام نور الدين)
- روجينا: (حنان)
- لاميتا فرنجية: (لاما)
- إدوارد: (يسري)
- مادلين طبر: (والدة لاما)
- أحمد راتب: (عادل نصحي)
- ميمي جمال: (صفاء)
- شمس: (ياسمين)
- ليلى أحمد زاهر: (جنا)
- أحمد زاهر
- محسن منصور
- إيناس مكي
- إنجي علي
- رانيا الملاح
- حمدي السخاوي: (فهمي)

## وصلات خارجية
- مقالات تستعمل روابط فنية بلا صلة مع ويكي بيانات
- صفحة الفيلم في قاعدة بيانات الأفلام العربية.